# Dawid Kownacki
Dawid Igor Kownacki (['david kɔvˈnat͡ski] ⓘ; sinh ngày 14 tháng 3 năm 1997) là một cầu thủ bóng đá chuyên nghiệp người Ba Lan thi đấu ở vị trí tiền đạo cho câu lạc bộ Fortuna Düsseldorf của Đức và đội tuyển quốc gia Ba Lan.

## Đầu sự nghiệp
Sau khi khởi nghiệp chơi bóng ở câu lạc bộ địa phương GKP Gorzów Wielkopolski, Kownacki đầu quân cho Lech Poznań vào năm 2005, trải qua các lứa trẻ và chen chân vào đội một vào tháng 12 năm 2013. Anh ghi bàn thắng đầu tiên tại giải Ekstraklasa vào tháng 2 năm 2014 trong trận thua 5–1 tại Pogoń Szczecin, trở thành một trong 5 cầu thủ duy nhất dưới 17 tuổi thi đấu tại giải vô địch hàng đầu của Ba Lan. Anh giành chức vô địch quốc gia ở mùa bóng kế tiếp – "Năm 16 tuổi, người ta gọi tôi là 'Lewandowski mới' và thật khó để xoay xở, nhưng tôi đã thay đổi thái độ của mình, trưởng thành và giờ tốt hơn khi không để tâm người ta nói gì. Tất nhiên à tôi vẫn ôm những giấc mộng lớn".

## Sự nghiệp cấp câu lạc bộ

### Sampdoria
Ngày 11 tháng 7 năm 2017, Kownacki ký hợp đồng 5 năm với câu lạc bộ Sampdoria của Ý.
Tháng 11, anh ghi bàn gỡ hòa và kiến một bàn khác trong chiến 4-1 của Sampdoria tại Coppa Italia trước Delfino Pescara ở vòng 4.

### Fortuna Düsseldorf
Ngày 31 tháng 1 năm 2019, Kownacki đầu quân cho câu lạc bộ Fortuna Düsseldorf của Bundesliga dưới dạng cho mượn kèm điều khoản mua đứt.
Ngày 30 tháng 6 năm 2019, anh tái gia nhập Fortuna dưới dạng cho mượn khán kèm điều khoản mùa đứt, được kích hoạt vào tháng 1 năm 2020.

## Cấp đội tuyển
Kownacki có lần triệu tập đầu tiên lên tuyển Ba Lan trong các trận đáu gặp Georgia và Hy Lạp vào tháng 6 năm 2015.
Kownacki từng thi đấu cho Ba Lan ở các cấp độ U-16, U-17, U-19 và U-21, có 33 lần ra sân và ghi được 25 bàn thắng.
Tháng 5 năm 2018, anh được điền tên vào đội hình 35 tuyển thủ quốc gia Ba Lan và lọt vào danh sách 23 người cuối cùng tham dự Giải vô địch thế giới 2018 tại Nga.

## Thống kê sự nghiệp

### Cấp câu lạc bộ
Tính đến trận đấu ngày 21 tháng 4 năm 2021.
| Câu lạc bộ         | Mùa giải           | Giải               | Giải    | Giải      | Cúp     | Cúp       | Cúp châu Âu | Cúp châu Âu | Khác1   | Khác1     | Tổng cộng | Tổng cộng |
| Câu lạc bộ         | Mùa giải           | Giải               | Số trận | Bàn thắng | Số trận | Bàn thắng | Số trận     | Bàn thắng   | Số trận | Bàn thắng | Số trận   | Bàn thắng |
| ------------------ | ------------------ | ------------------ | ------- | --------- | ------- | --------- | ----------- | ----------- | ------- | --------- | --------- | --------- |
| Lech Poznań        | 2013–14            | Ekstraklasa        | 13      | 2         | –       | –         | –           | –           | –       | –         | 13        | 2         |
| Lech Poznań        | 2014–15            | Ekstraklasa        | 30      | 4         | 5       | 2         | 3           | 1           | –       | –         | 38        | 7         |
| Lech Poznań        | 2015–16            | Ekstraklasa        | 24      | 6         | 4       | 0         | 5           | 1           | 1       | 0         | 34        | 7         |
| Lech Poznań        | 2016–17            | Ekstraklasa        | 27      | 9         | 5       | 2         | –           | –           | 0       | 0         | 32        | 11        |
| Lech Poznań        | Tổng cộng          | Tổng cộng          | 94      | 21        | 14      | 4         | 8           | 2           | 1       | 0         | 117       | 27        |
| Sampdoria          | 2017–18            | Serie A            | 22      | 5         | 2       | 3         | –           | –           | –       | –         | 24        | 8         |
| Sampdoria          | 2018–19            | Serie A            | 13      | 1         | 3       | 1         | –           | –           | –       | –         | 16        | 2         |
| Sampdoria          | Tổng cộng          | Tổng cộng          | 35      | 6         | 5       | 4         | 0           | 0           | 0       | 0         | 40        | 10        |
| Fortuna Düsseldorf | 2018–19            | Bundesliga         | 10      | 4         | 1       | 0         | –           | –           | –       | –         | 11        | 4         |
| Fortuna Düsseldorf | 2019–20            | Bundesliga         | 20      | 0         | 2       | 0         | –           | –           | –       | –         | 22        | 0         |
| Fortuna Düsseldorf | 2020–21            | 2. Bundesliga      | 23      | 5         | –       | –         | –           | –           | –       | –         | 23        | 5         |
| Fortuna Düsseldorf | Tổng cộng          | Tổng cộng          | 53      | 9         | 3       | 0         | 0           | 0           | 0       | 0         | 56        | 9         |
| Tổng kết sự nghiệp | Tổng kết sự nghiệp | Tổng kết sự nghiệp | 180     | 36        | 22      | 8         | 8           | 2           | 1       | 0         | 223       | 46        |

1 Tính cả Siêu cúp Ba Lan.

### Cấp đội tuyển
Tính đến 1 tháng 6 năm 2021
| Ba Lan    | Ba Lan  | Ba Lan    | Ba Lan |
| Năm       | Số trận | Bàn thắng |        |
| --------- | ------- | --------- | ------ |
| 2018      | 4       | 1         |        |
| 2019      | 2       | 0         |        |
| 2021      | 1       | 0         |        |
| Tổng cộng | 7       | 1         |        |

### Bàn thắng cho đội tuyển
Tính đến trận đấu ngày 12 tháng 6 năm 2018. Tỉ số và kết quả liệt kê bàn thắng của Ba Lan trước.
| # | Ngày                | Nơi tổ chức                             | Đối thủ | Tỉ số | Kết quả | Giải đấu |
| - | ------------------- | --------------------------------------- | ------- | ----- | ------- | -------- |
| 1 | 12 tháng 6 năm 2018 | Sân vận động Quốc gia, Warszawa, Ba Lan | Litva   | 3–0   | 4–0     | Giao hữu |

## Danh hiệu
Lech Poznań
- Ekstraklasa: 2014–15
- Siêu cúp Ba Lan: 2015, 2016